# Mroja
Mroja (belarussisch Мроя, auf Deutsch "Träume") war eine belarussische Rockband.

## Geschichte
Gegründet wurde Mroja 1981 von Ljawon Wolski (belarussisch Ляво́н Арту́равіч Во́льскі) und Uladzimer Dawydouski (belarussisch Уладзімер Давыдоўскі) am Minsker Kulturinstitut. Wolski sang und spielte auf einem polnischen Keyboard, Dawydouski spielte zunächst Bassgitarre, und später auf einer "Formant" genannten E-Gitarre einheimischer Produktion. Kurz darauf gesellte sich noch ein Bekannter von Dawydouski, Juras Laukou (belarussisch Юрась Ляўкоў) hinzu, der den Part der Bassgitarre übernahm. Außerdem trat noch Alezis Dzemidowich (belarussisch Алезіс Дземідовіч) ein und übernahm das Schlagzeug. Das erste Konzert der Gruppe nannte sich "Eskalator" und fand am 7. November 1981 statt. Während am Anfang die Lieder der Gruppe auf Russisch entworfen und vorgetragen wurden, so verwendete die Gruppe auf Initiative von Uladzimir Dawydouski hin immer mehr die belarussische Sprache. Die Musik entstand unter dem Eindruck von Gruppen wie den Beatles und der russischen Gruppe Maschina Wremeni (russisch Машина Времени).
Aufgrund von Meinungsverschiedenheiten innerhalb der Gruppe und wegen der Konkurrenz durch andere, jüngere Gruppen änderten die Bandmitglieder den Namen der Gruppe 1994 in N. R. M.

## Diskografie

### Alben
- Stary chram (belarussisch Стары храм) (1984 – Demo, 1986)
- Zrok (belarussisch Зрок) (1987)
- Studyja BM (belarussisch Студыя БМ) (1988–1989)
- Dwaccac' wos'maja zorka (belarussisch Дваццаць восьмая зорка) (1989, Neuauflage 1997)
- Bijapolie (belarussisch Біяполе) (1997)

### Kompilationen
- "Die besten Lieder aus dem Programm 1989-1990" (belarussisch Лепшыя песьні з праграмаў 1987—1990 гг.) (1992)

Bei allen Alben handelt es sich um Studioalben. Die ersten beiden Alben wurden nur auf Tonkassetten verbreitet und später nicht wieder aufgelegt.